# Manuel Gary
Manuel Gary, nome d'arte di Emmanuel Victor Marie Goulin (Marsiglia, 9 febbraio 1912 – Marsiglia, 31 dicembre 1988), è stato un attore francese.

## Filmografia
- Tricoche et Cacolet, regia di Pierre Colombier (1938)
- Scacco alla regina (Le Joueur d'échecs), regia di Jean Dréville (1938)
- Il tatuato (Raphaël le tatoué), regia di Christian-Jaque (1939) - non accreditato
- Fric-Frac, furto con scasso (Fric-Frac), regia di Maurice Lehmann e Claude Autant-Lara (1939)
- L'Étrange nuit de Noël, regia di Yvan Noé (1939)
- La legge del nord (La Piste du nord), regia di Jacques Feyder (1939)
- La taverna dell'oblio (Le Café du port), regia di Jean Choux (1940)
- Saturnin de Marseille, regia di Yvan Noé (1941)
- Promesse à l'inconnue, regia di André Berthomieu (1942)
- Ne le criez pas sur les toits, regia di Jacques Daniel-Norman (1943)
- L'angelo della notte (L'Ange de la nuit), regia di André Berthomieu (1944)
- La più bella avventura (L'Aventure est au coin de la rue), regia di Jacques Daniel-Norman (1944)
- La gabbia degli usignoli (La Cage aux rossignols), regia di Jean Dréville (1944)
- 120, Rue de la Gare di Jacques Daniel-Norman (1946)
- Spade al vento (Le Capitan), regia di Robert Vernay (1946)
- L'Affaire du Grand Hôtel, regia di André Hugon (1946)
- La Nuit de Sybille, regia di Jean-Paul Paulin (1947)
- Maschera di sangue (Miroir), regia di Raymond Lamy (1947)
- La bastarda (La Renégate), regia di Jacques Séverac (1948)
- Halte...Police!, regia di Jacques Séverac (1948)
- Il colonnello Durand (Le Colonel Durand), regia di René Chanas (1948)
- Au grand balcon, regia di Henri Decoin (1949)
- Pas de week-end pour notre amour, regia di Pierre Montazel (1950)
- Le Grand cirque, regia di Georges Péclet (1950)
- Quai de Grenelle, regia di Emile-Edwin Reinert (1950)
- Gunman in the Streets, regia di Frank Tuttle (1950)
- Maître après Dieu, regia di Louis Daquin (1951)
- La domenica non si spara (La Table aux crevés), regia di Henri Verneuil (1951)
- Arriva Fra' Cristoforo... (L'Auberge rouge), regia di Claude Autant-Lara (1951)
- Le Voyage en Amérique, regia di Henri Lavorel (1951)
- Don Camillo, regia di Julien Duvivier (1952)
- Parrucchiere per signora (Coiffeur pour dames), regia di Jean Boyer (1952)
- Il frutto proibito (Le Fruit défendu), regia di Henri Verneuil (1952)
- Me li mangio vivi (Le Boulanger de Valorgue), regia di Henri Verneuil (1953)
- Carnaval, regia di Henri Verneuil (1953)
- Il ritorno di don Camillo (Le Retour de Don Camillo), regia di Julien Duvivier (1953)
- Il nemico pubblico n. 1 (L'Ennemi public numéro un), regia di Henri Verneuil (1953)
- Le Grand pavois, regia di Jack Pinoteau (1954)
- Il montone a cinque zampe (Le Mouton à cinq pattes), regia di Henri Verneuil (1954)
- Alì Babà (Ali Baba et les 40 voleurs), regia di Jacques Becker (1954)
- Mia moglie non si tocca (Le Printemps, l'automne et l'amour), regia di Gilles Grangier (1955)
- Don Camillo e l'onorevole Peppone, regia di Carmine Gallone (1955)
- Sarto per signora (Le Couturier de ces dames), regia di Jean Boyer (1956)
- Era di venerdì 17 (Sous le ciel de Provence), regia di Mario Soldati (1956)
- Il capitano della legione (Sénéchal le magnifique), regia di Jean Boyer (1957)

## Doppiatori italiani
- Bruno Persa in Don Camillo